# Пенка Цанева-Бленика
Пенка Денева Цанева, с псевдоним Бленика, е българска поетеса, мемоаристка и преводачка.

## Биография
Пенка Цанева е родена на 8 февруари 1899 г. в Тутракан, в семейство на Деньо Манев, абаджия и опълченец в Руско-турската освободителна война. Детството ѝ преминава в Тутракан. През 1911 – 1916 г. живее и учи във Велико Търново.
Принудена да се издържа сама, от 1916 г. се установява в София и постъпва на работа в Съюза на земеделските кредитни кооперации. Две години по-късно завършва като частна ученичка Търновската девическа гимназия и през 1925 г. – славянска филология в Софийския университет.
Работи последователно като учителка по български език и литература в София (1937 – 1946) и като редактор в списание „Жената днес“ (1952 – 1958).
Неин съпруг е литературният историк и критик акад. Георги Цанев, с когото имат син – биохимикът акад. Румен Цанев (1922–2007), и дъщеря – литературоведът чл.-кор. Милена Цанева (р. 1930).

## Творчество
Поетеса
Дебютира през 1919 г. със стихове във в. „Равенство“. Публикува поетични творби във вестниците „Вестник за жената“, „Литературен час“, „Литературен фронт“, в списанията „Кооперативна просвета“, „Изкуство и критика“, „Септември“, „Жената днес“, както и разкази за деца в списанията „Детски свят“, „Прозорче“ и др.
Преводачка
От 1927 г. Бленика започва да се занимава и с преводаческа работа. Тези ѝ занимания продължават около половин век, време, за което тя успява да представи със забележително проникване в оригиналните им творчески почерци творби от руски и съветски поети, от украински, чешки, сръбски, хърватски и румънски поети (М. Ю. Лермонтов, Николай Некрасов, Владимир Маяковски, Тарас Шевченко, Иржи Волкер, Десанка Максимович, Драгутин Тадиянович са някои от еталоните сполуки в преводаческия ѝ репертоар). Част от нейните преводи, разпръснати в периодиката и в отделни сборници и антологии, са събрани в излезлия едва след смъртта ѝ в съставителството на Георги Цанев том „Избрани преводи“ (1990)
Съчинения
- Брегове (1932)
- Бяла птица (1937)
- Сребърни ръце (1943)
- На пост (1952)
- Лирика (1960)
- Пътят към звездите. Лирична поема (1964)
- Отражения. Избрани стихотворения (1976)
- Избрани стихотворения (1979)
- Край белия Дунав. Спомени (1987)
- Избрани преводи (1990)

Отзиви
- Милена Цанева. „Мемоарните разкази на Бленика“. – В: Бленика. Край белия Дунав. София, 1987.
- Милена Цанева. „Но знам, земя, че ти живота си ми дала“... Поетичният свят на Бленика. – В: Неслученият канон. Български писателки от Възраждането до Втората световна война. Съст. Милена Кирова. София, 2009.
- Ирен Иванчева. Спътницата. Пенка Цанева-Бленика. – В: Език и литература, 1995, кн. 4.
- Ирен Иванчева. „Пенка Цанева-Бленика (1899 – 1978). Спътницата поетеса или поетесата спътница“. В: Гласове на жени в българската поезия. Аспекти на междутекстовост (от средата на XIX до 40-те години на XX век). София, Просвета, 2015.
- Людмила Малинова. Български поетеси между двете световни войни. София, Ваньо Недков, 1999.